# X-Seed 4000

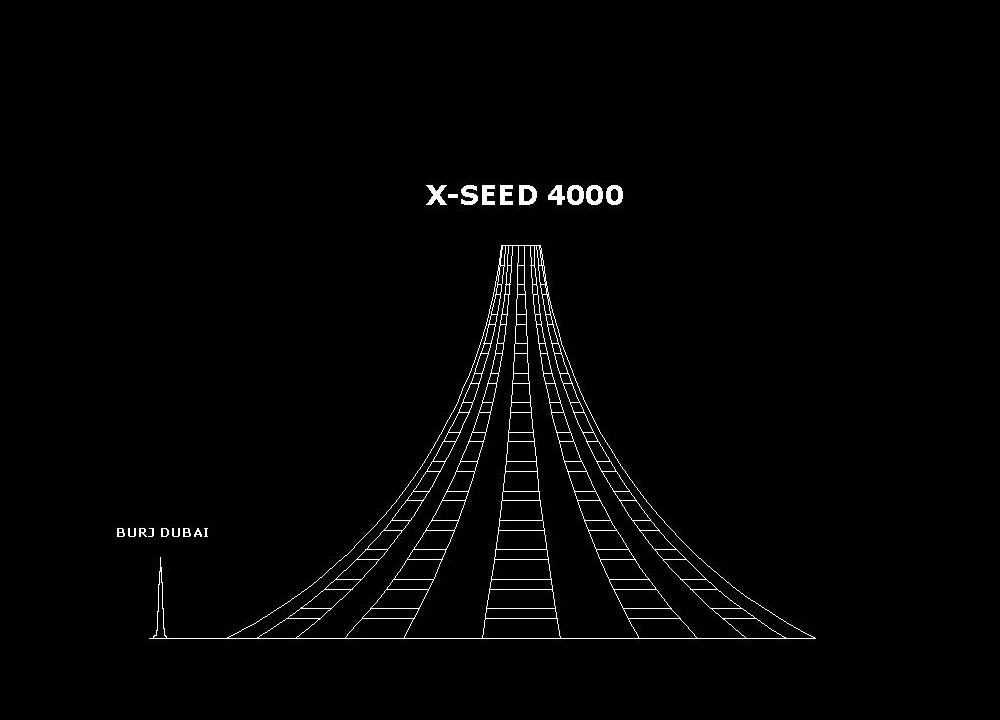
Größenvergleich X-Seed 4000 und Burj Khalifa

X-Seed 4000 oder auch Ocean City ist der Name eines visionären Wolkenkratzer-Entwurfes aus den 1990er Jahren. 
Er sollte für eine Million Menschen Raum für Wohnen, Arbeit und Freizeit bieten und ist nach dem Tokyo Tower of Babel die zweithöchste jemals vorgeschlagene Wolkenkratzer-Vision. Das 800 Stockwerke zählende und 4000 Meter hohe Gebäude wurde für eine künstliche Insel in der Bucht von Tokio vor der japanischen Küste entworfen. Der Turm sollte aus einzelnen Gebäudezellen bestehen, welche in einem konischen, an einen Vulkankegel erinnerndes Gerüst eingehängt werden. Für den Wolkenkratzer waren rund 500 Millionen Tonnen Stahl veranschlagt. Der Durchmesser hätte rund sechs Kilometer betragen. Die Erschließung sollte mit bis zu 200 Personen fassenden Aufzügen im Inneren der riesigen Stahlrohre erfolgen. Eine Fahrt zur Spitze hätte 30 Minuten gedauert. Eine dichte Besiedlung war allerdings nur in bis zu 2000 m Höhe vorgesehen, darüber wäre die Versorgung mit Sauerstoff und Wärme zu aufwendig geworden. Die Taisei Construction Corporation, von welcher der Entwurf stammte, schätzte die Bauzeit auf 30 Jahre. Es wird vermutet, dass die Baukosten des X-Seed 4000 etwa zwischen 238 Milliarden und 712 Milliarden € liegen würden. Das wäre etwa ein Zehntel des japanischen BIP im Jahr 1996.

## Sonstiges
Der New Yorker Künstler Tobias Bernstrup ließ sich von X-Seed 4000 zu einem gleichnamigen Kunstprojekt inspirieren.